# Almindelig neon
Almindelig neon (Paracheirodon innesi) er en af de mest populære tropiske ferskvandsfisk blandt akvarister. Almindelig neon er en stimefisk og er æglæggende. De bliver ikke så store, max. 5 cm og typisk 3-4 cm.